# George Esper
George J. Esper, född 16 september 1932 i Uniontown i Pennsylvania, död 2 februari 2012 i Braintree i Massachusetts, var en amerikansk journalist. Han blev känd som krigskorrespondent för Associated Press i Saigon under Vietnamkriget. Esper utexaminerades 1953 från West Virginia University. Han var farbror till politikern Mark Esper.